# Lo Pompidor
Lo Pompidor (en francès Le Pompidou) és un municipi del departament francès del Losera a la regió d'Occitània.